# Shin Saimdang
Shin Saimdang (師 任 堂 堂, 29 de octubre de 1504 - 17 de mayo de 1551) fue una artista, escritora, calígrafa y poeta coreana. Fue la madre del erudito confuciano coreano Yi I. A menudo se le presenta como una modelo de ideales confucianos. Su apodo respetuoso era Eojin Eomeoni (어진 어머니, "Madre Sabia"). Shin Saimdang es un nombre coreano, el apellido es Shin. Su nombre real se cree que era Shin Insun (신인선 In Seon). Sus seudónimos eran Saim, Saimdang, Inimdang e Imsajae.

## Biografía
Shin Saimdang nació y creció en Gangneung en el hogar de sus abuelos maternos. Su padre, Shin Myeonggwa (申命 和) era un funcionario del gobierno, y amigo del erudito Jo Gwangjo, pero no fue políticamente activo. Su madre era la Dama Yi, la hija de Yi Saon (李思 溫), la Dama Yi siguió viviendo con sus padres después de su matrimonio. Saimdang fue la segunda de cinco hijas. Su abuelo materno la educó como si fuera un varón. Al crecer en esa atmósfera, Shin Saimdang recibió una educación que no era común para las mujeres de esa época. Además de la literatura y la poesía, cultivó la caligrafía, el bordado y la pintura.
A la edad de 19 años, se casó con el Comandante Yi Wonsu (李元秀) y con el consentimiento de su esposo continuó pasando tiempo en su hogar paterno. Acompañó a su marido a sus puestos oficiales en Seúl y en ciudades rurales, naciendo Yi I en Gangneung. Sin embargo, Shin Saimdang murió repentinamente después de mudarse a la región de Pyongan a la edad de 48 años.
Saimdang fue capaz de cultivar su talento a pesar de la rígida sociedad confuciana de la época, gracias a un hogar poco convencional y a un marido comprensivo. Al no tener hermanos, recibió una educación que sólo se le legaba a un hijo, y este fondo influyó mucho en la forma en que educó a sus hijos.
Aunque Shin Saimdang destacó por su poesía, caligrafía, escritura y pintura, fue admirada después de su muerte como ejemplo de buena esposa y buena madre, en especial como madre de Yi I. Actualmente se está recuperando el conocimiento de su obra y sus logros.

## En la cultura moderna

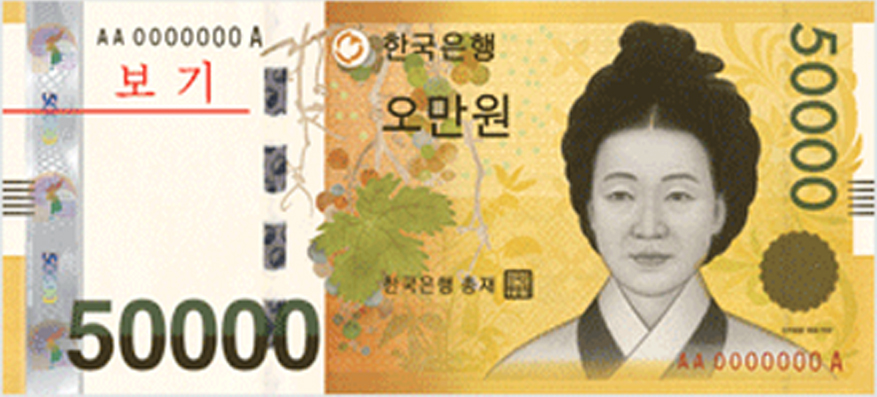
Shin Saimdang
Hangul - 신사임당

- Shin Saimdang es la primera mujer en aparecer en un billete de banco de Corea del Sur, el de ₩ 50.000 emitido por primera vez en junio de 2009.[5]

- Interpretada por Lee Young-ae en la serie de televisión de la SBS Saimdang, diario de luz.[7]
- El 510º aniversario de su nacimiento fue conmemorado con un doodle.[8]

## Galería de imágenes

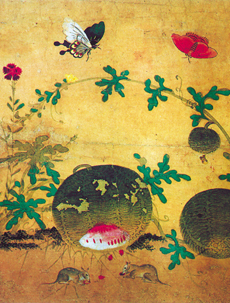
Chochungdo, un género de pintura iniciado por Sin Saimdang, que representa plantas e insectos
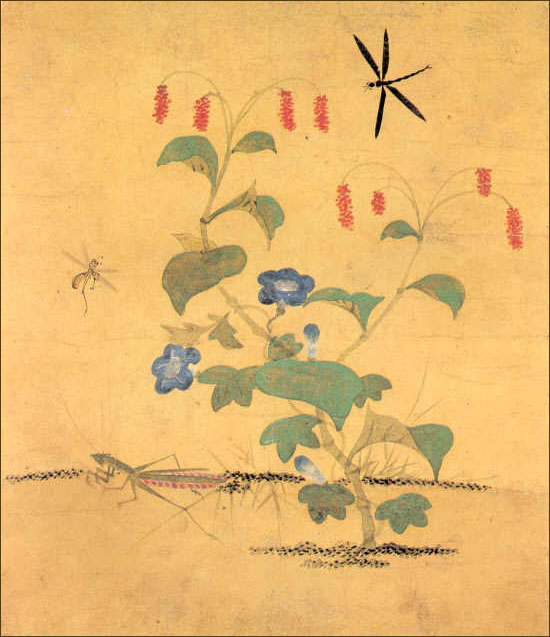
Chochungdo
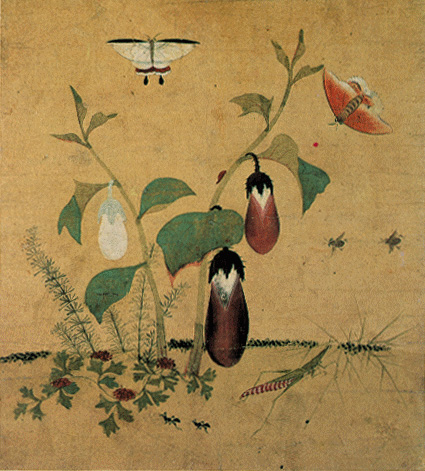
Chochungdo